# 藤井道雄
藤井道雄（日语： Fujii Michio，1939年12月16日—），日本男子网球运动员。他曾获得1962年亚洲运动会网球比赛男子双打金牌、男子团体金牌、混合双打银牌和男子单打铜牌。